# Лауфер, Илан
Илан Лауфер (ивр. אילן לאופר‎, рум. Ilan Laufer) — румынский политик. Служил министром бизнеса, торговли и предпринимательства в период с 29 июня 2017 года по 29 января 2018 года в правительстве Михая Тудосе.
Согласно его публичному заявлению 20 ноября 2018 года, Илан Лауфер родился в Бухаресте у румынских родителей. Согласно сообщению «The Jerusalem Post», он родился в Израиле в Ришон-ле-Ционе. Из-за возникших разногласий Лауфер опубликовал свое свидетельство о рождении, в котором говорится, что он родился в Бухаресте. Он окончил Национальную академию физической культуры и спорта.
В раннем возрасте, в конже 90-х, вместе с родителями вернулся в Рымынию. Женился на участнице реалити-шоу.

Он работал в румынском правительстве в качестве советника Департамента по делам малых и средних предприятий, деловой среды и туризма в период 2013—2014 г., включая пост заместителя министра в кабинете Понта его бывшего начальника Флорина Цзяну, который ушел из правительства Гриндяну из-за политического скандала относительно поправки к Уголовному кодексу.